# Wilhelm Blechschmidt
Wilhelm Blechschmidt byl československý bobista, brzdař německé národnosti.

## Závodní kariéra
Startoval za Československo na ZOH 1936 v Garmisch-Partenkirchen. V závodě dvojbobů na skončil na 17. místě a v soutěži čtyřbobů na 12. místě. Byl brzdařem Gustava Leubnera. V závodě čtyřbobů s nimi tvořili posádku i Walter Heinzl a Bedřich Posselt.